# Хоакін Арсура
Хоакін Арсура (ісп. Joaquín Arzura, нар. 18 травня 1993, Кампана) — аргентинський футболіст, захисник клубу «Рівер Плейт».
Виступав, зокрема, за клуб «Тігре», а також олімпійську збірну Аргентини.

## Клубна кар'єра
Народився 18 травня 1993 року в місті Кампана. Вихованець футбольної школи клубу «Тігре». Дорослу футбольну кар'єру розпочав 2013 року в основній команді того ж клубу, в якій провів три сезони, взявши участь у 73 матчах чемпіонату. Більшість часу, проведеного у складі «Тігре», був основним гравцем захисту команди.
До складу клубу «Рівер Плейт» приєднався 2016 року. Відтоді встиг відіграти за команду з Буенос-Айреса 13 матчів в національному чемпіонаті.

## Виступи за збірну
З 2016 року залучався до лав олімпійської збірної Аргентини, але в складі цієї команди не провів жодного матчу. У складі збірної — учасник футбольного турніру на Олімпійських іграх 2016 року у Ріо-де-Жанейро.

## Титули і досягнення
- Володар Кубка Аргентини (1):

«Рівер Плейт»: 2016
- Переможець Рекопи Південної Америки (1):

«Рівер Плейт»: 2016
- Володар Суперкубка Уругваю (1):

«Насьйональ»: 2019